# Ole Bull

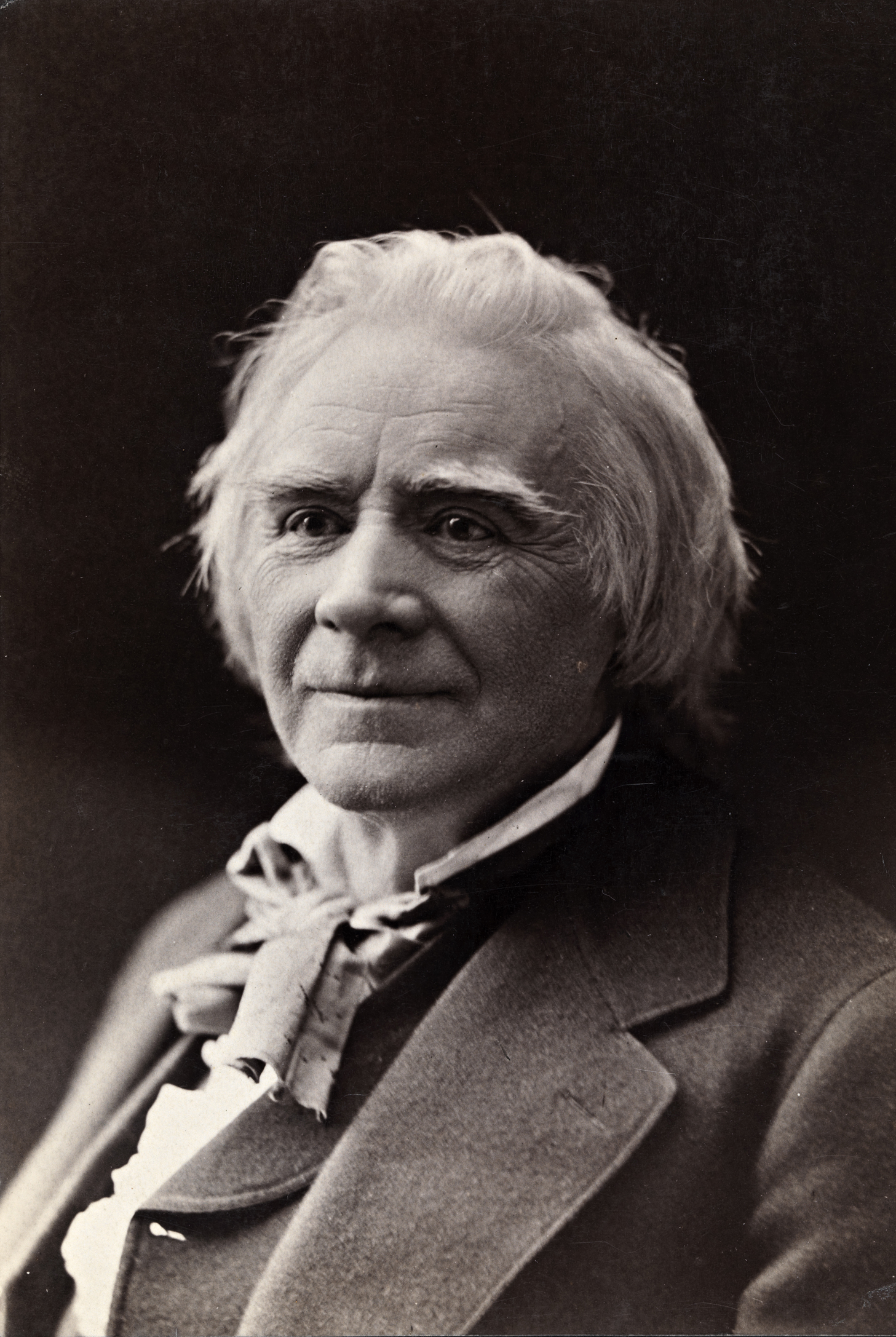
Ole Bull

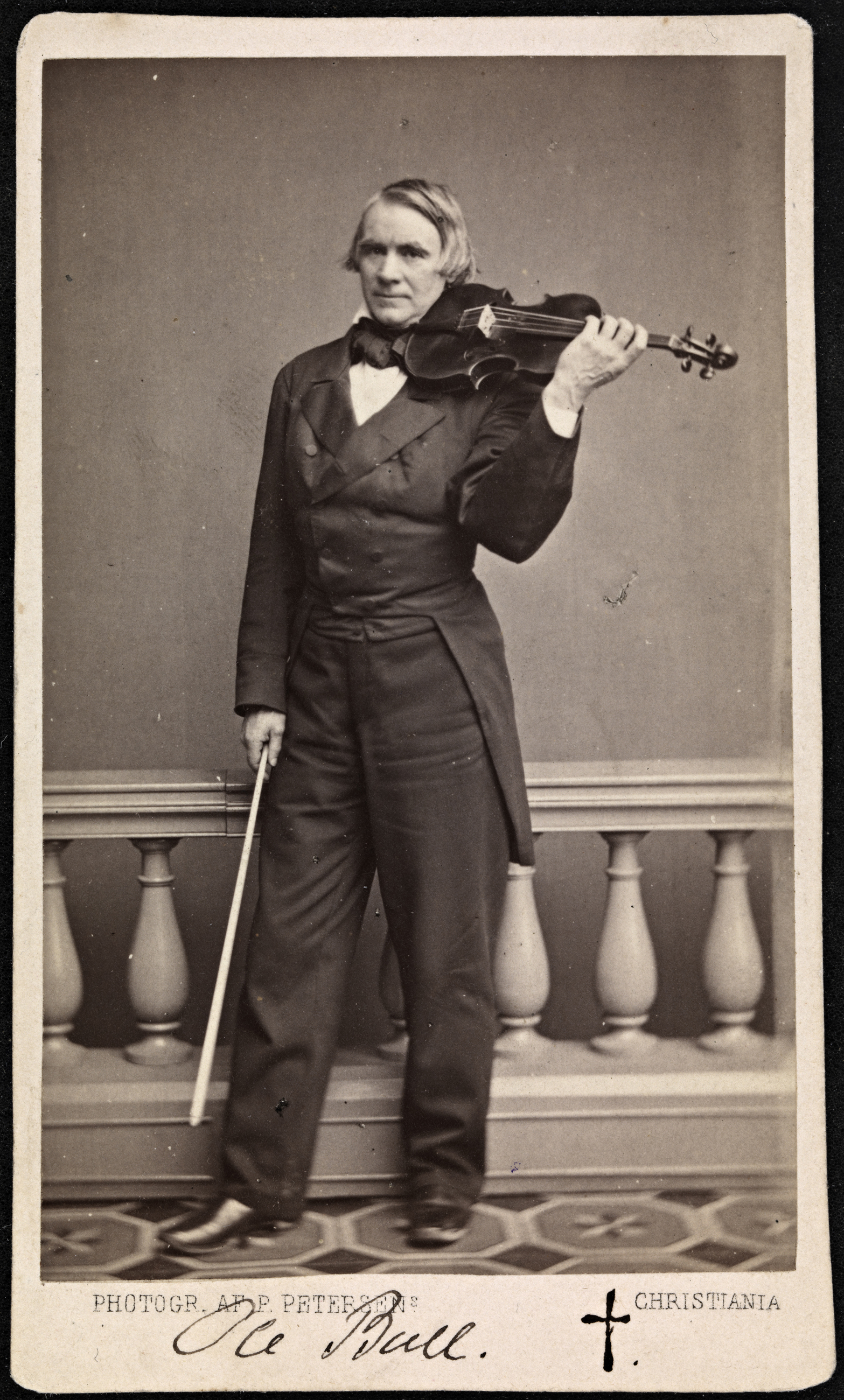
Ole Bull omstreeks 1864

Ole Bornemann Bull (Bergen, 5 februari 1810 – Lysøen, 17 augustus 1880) was een Noors violist en componist. Hij wordt beschouwd als een der grootste violisten van de 19e eeuw.

## Biografie
Zijn ouders waren de apotheker Johan Storm Bull en Anna Dorothea Geelmeyden. Al op jonge leeftijd leerde hij klassieke muziek waarderen, al zag zijn vader liever een zoon die theologie studeerde. Als grotendeels autodidact werd hij toch een virtuoos violist. In 1829 maakte hij kennis met Louis Spohr in Kassel en in 1832 gaf hij in Parijs zijn eerste concert. Hij trouwde een Française en kwam in contact met Frédéric Chopin en Heinrich Wilhelm Ernst. Robert Schumann schreef dat Bull behoorde tot "de grootsten aller tijden" en dat hij op de hoogte stond van Niccolò Paganini vanwege de virtuositeit en helderheid van zijn spel. Bull was ook bevriend met Franz Liszt en trad meermalen met hem op. Hij was ook populair in Italië en Engeland.
In 1843 vertrok hij naar de Verenigde Staten, maar hij richtte in 1850 ook het Noorse Theater op in Bergen. In 1852 stichtte hij een kolonie in Pennsylvania onder de naam Oleana of New Norway. Hij hoopte hier het leven voor de Noren makkelijker te maken, waar ze samen konden leven in harmonie en de Noorse tradities konden overleven in een nieuwe omgeving. Het project was vanaf het begin gedoemd te mislukken - het bergachtige terrein gaf weinig mogelijkheden voor landbouw, en in de winter was het gebied afgesloten van commerciële centra in het land. Binnen twee jaar waren de meeste kolonisten uitgeweken naar andere gebieden. Gedesillusioneerd ging hij terug naar de muziek, waar zijn reputatie snel hersteld was. In de zomer van 1864 was hij de mentor van de jonge Edvard Grieg. In 1870 hertrouwde hij, deze keer met een Amerikaanse.
Naast vioolspelen componeerde hij ook een aantal werken, met name voor viool, waaronder twee vioolconcerten.
Hij overleed in 1880 op het eiland Lysøen, nabij Bergen, Noorwegen aan kanker.

## Composities

### Werken voor viool en orkest
- 1834 A Mother's Prayer Andante Religioso
- 1834 Capriccio
- 1837 Cantabile doloroso e Rondo giocoso
- 1842 Nocturne for fiolin og orkester
- 1848-49 A Mountain Vision
- 1863 La Mélancolie

## Trivia
Een van zijn vioolconcerten is deels op- en overgenomen in de compositie BULL's eye van de Noorse componist Olav Anton Thommessen.